# Affaire de la Sempap
La Sempap est la Société d'économie mixte parisienne de prestation qui fut créée en 1986 en remplacement de l'imprimerie municipale. Elle fut dirigée par Jacques Brats, aujourd'hui décédé. Elle fut dissoute en 1996.

## Détournement de fonds publics
La Sempap est soupçonnée d'avoir favorisé des entreprises dans la passation de marchés publics, d'avoir financé le RPR via le cabinet de la mairie de Paris et d'avoir imprimé gracieusement des documents personnels pour Bernadette Chirac. Ces détournements auraient coûté entre 99 et 110 millions de francs (15 à 16 millions d'euros) à la ville de Paris.
En avril 1989 et mai 1992, deux rapports de l'Inspection générale de la ville de Paris dénoncent l'existence d'un « système sciemment mis en place qui prive la Sempap de toute marge de manœuvre avec ses fournisseurs et qui peut, à tout moment, provoquer un scandale politico-financier qui ne manquera pas d'éclabousser la ville et le maire de Paris lui-même ». 
Dix personnes, notamment des fournisseurs, sont mises en examen dans ce dossier. Certaines d'entre elles, dont l'épouse de Jacques Brats, évoquent des remises d'argent en espèces.
Trois proches de Jacques Chirac sont entendus comme témoins en 2003 et 2004 par le juge Armand Riberolles visant des faits de « favoritisme, détournement de fonds publics et prise illégale d'intérêts » : Michel Roussin, Jean Tiberi et Bernard Bled,.

## Principaux protagonistes

### Jacques Brats
Décédé en 2001, le chiraquien Jacques Brats dirige la Sempap au moment des faits. Il est considéré à l'époque par les enquêteurs comme le principal bénéficiaire des détournements, en raison de deux appels d'offres suspects passés en 1987 et 1992. 

### Jacques Chirac
Jacques Chirac devait être entendu par la chambre d'instruction de la cour d'appel de Paris mais dans son ordonnance du 29 juin 2001, les juges ont indiqué que l'audition de Jacques Chirac revenait à le mettre en cause, se basant sur la décision du Conseil constitutionnel lié à l'immunité présidentielle. La Cour de cassation est saisie et rend l'arrêt Breisacher : le président ne peut être convoqué par un juge durant son mandat.
Il est entendu comme témoin le 30 avril 2008 par le juge d'instruction Jean-Marie d'Huy. Selon le Monde, il lui explique tout ignorer de ce dossier : « En 1985-1986, j'avais d'autres préoccupations que celles de savoir ce que devenait cette Sempap dont j'ignorais l'existence ». Interrogé sur une convention entre la ville de Paris et la Sempap, Jacques Chirac ajoute : « Je signais des montagnes de parapheurs tous les soirs, je ne lisais pas tout ce que je signais ».

### Michel Roussin
Michel Roussin est un ancien directeur de cabinet de Jacques Chirac lorsque celui-ci était maire de Paris. Il réfute toute remise d'argent au sein du cabinet.

### Jean Tiberi
Jean Tiberi est ancien maire de Paris. Il nie avoir été informé de ces « dysfonctionnements. » Il affirme que seul Jacques Chirac a été destinataire de rapports de l'inspection générale de la ville de Paris qui les dénonçaient.

### Bernard Bled
Bernard Bled fut secrétaire général de la ville de Paris. Il affirme n'avoir jamais donné d'instructions pour faire disparaître un des rapports.

## Procès
L’instruction est close en 2009 et aucun élu de la mairie de Paris n’est mis en examen. « Pourtant, l'enquête, ouverte en 1997, a établi que les graves dysfonctionnements - notamment les surfacturations - constatés au sein de cette SEM, chargée entre 1986 et 1996 des travaux d'imprimerie de la Ville de Paris, n'avaient pu être ignorés de l'autorité politique » expliquent en 2012 les journalistes du journal Le Monde Gérard Davet et Fabrice Lhomme.
Le juge d'instruction Jean-Marie d'Huy signe, le mardi 10 juillet 2012, l'ordonnance renvoyant en correctionnelle les onze personnes (des dirigeants d'entreprise tels que des imprimeurs et des fournisseurs) poursuivies dans l'enquête.
A l'issue du procès, des relaxes et des peines allant de trois à 18 mois de sursis sont prononcées. Les veuves de Georges Noël, un homme d'affaires impliqué, et de Jacques Brats, écopent de 18 mois de sursis et de 500 000 euros d'amende. Pierre Millet, un ami de Jacques Brats qui l'a aidé à monter le système, écope également de 18 mois de sursis ainsi que de 200 000 euros d'amende. Tous les trois, ainsi qu'un autre proche de Jacques Brats, doivent rembourser solidairement à la mairie plus de 6 millions d'euros. La présidente reconnaît toutefois que la ville de Paris, pourtant partie civile, « a concouru à hauteur de 50 % du dommage ».